# Cobot
Een cobot

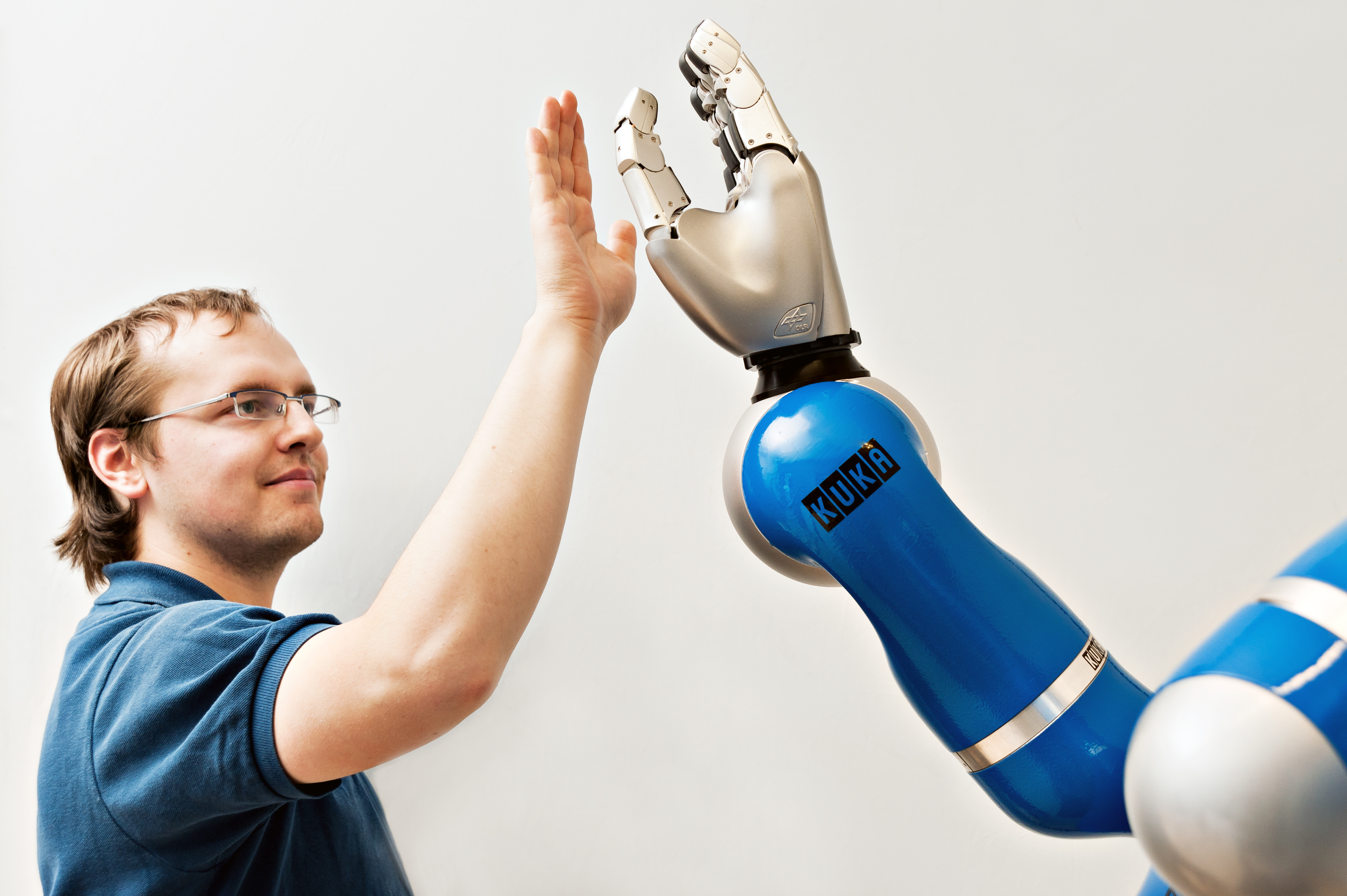
Dankzij sensoren kunnen meewerkende robots (cobots) direct en veilig communiceren met mensen. KUKA-robot, 2012

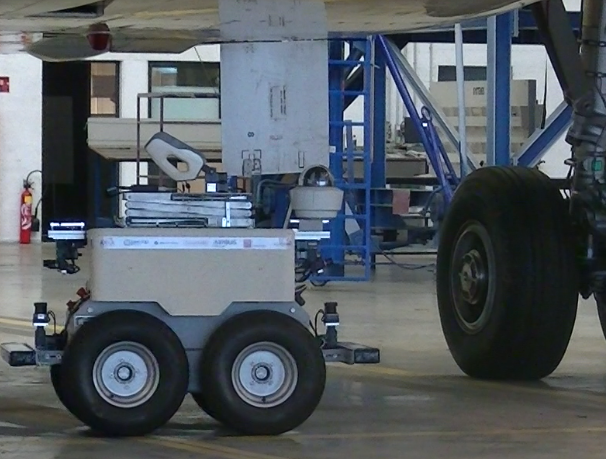
Air-Cobot inspecteert een Airbus A320, 2016.

of co-robot (van collaborative robot, meewerkende robot) is een robot die bedoeld is om samen te werken met mensen in een gemeenschappelijke werkomgeving.
Een cobot verschilt daarmee van andere robots, die ontworpen zijn om zelfstandig of met beperkte begeleiding te opereren, zoals de meeste industriële robots tot 2010. Verder zijn cobots lichter, makkelijker verplaatsbaar en vaak goedkoper dan een grotere standaard industriële robot.
Cobots kunnen vele rollen spelen, van zelfstandige robots die kunnen samenwerken met mensen in een kantooromgeving en u om hulp kunnen vragen, tot industriële robots waarvan de afscherming is verwijderd. Meewerkende industriële robots zijn zeer complexe machines die in staat zijn om hand in hand te werken met mensen. De robots ondersteunen en ontlasten de menselijke operator in een gezamenlijk werkproces.

## Geschiedenis
Cobots werden in 1996 uitgevonden door J. Edward Colgate en Michael Peshkin, allebei hoogleraar aan Northwestern University. Een Amerikaans patent uit 1997 beschrijft de cobot als "een apparaat en methode voor directe fysieke interactie tussen een mens en een universele manipulator bestuurd door een computer."
Cobots kwamen voort uit een project van General Motors in 1994 onder leiding van Prasad Akella van het GM Robotics Center met een onderzoeksbeurs van de General Motors Foundation. Doel was om robots of robotachtige apparatuur veilig genoeg te maken voor samenwerking met mensen. De eerste cobots waren veilig voor mensen doordat ze zelf geen aandrijving hadden. In plaats daarvan werd kracht geleverd door de menselijke medewerker. De functie van de cobot was om de besturing van de beweging door de computer mogelijk te maken door een voorwerp te sturen of om te leiden, op een manier die samengaat met de menselijke werknemer. Later leverden cobots wel in beperkte mate zelf aandrijfvermogen.
Het team van General Motors gebruikte de naam Intelligent Assist Device (IAD, slim hulpstuk) als alternatief voor cobot, vooral voor intern transport en assemblage-activiteiten voor auto's.
In 2002 werd een concept-veiligheidsnorm voor Intelligente Assist-apparaten gepubliceerd.
Een bijgewerkte veiligheidsnorm werd gepubliceerd in 2016.

## Cobots op de markt
- Cobotics[17] heeft in 2002 verschillende cobotmodellen uitgebracht.[13][18]

- De Duitse industriële robotpionier KUKA bracht zijn eerste cobot, LBR 3, in 2004 uit. Deze computergestuurde lichtgewicht robot was het resultaat van een lange samenwerking met het Deutsches Zentrum für Luft- und Raumfahrt.[19] KUKA heeft de techniek verder verfijnd met de KUKA LBR 4 in 2008 en de KUKA LBR iiwa in 2013.[20]

- De firma Universal Robots presenteerde zijn eerste cobot, de UR5, in 2008.[21] In 2012 werd de UR10-cobot[22] uitgebracht en in 2015 een cobot, de UR3, die op een tafelblad kan werken.

- Rethink Robotics kwam in 2012 met Baxter, een industriële cobot[23] en in 2015 een kleinere, snellere meewerkende robot Sawyer[24] voor precisietaken.
- FANUC, de grootste producent van industriële robots ter wereld, heeft in 2015 zijn eerste cobot uitgebracht, de FANUC CR-35iA,[25] die een zware last van 35 kg aankan. Sindsdien heeft FANUC een kleinere reeks cobots geproduceerd, zoals de L-versie met lange arm.[26]
- Air-Cobot om vliegtuigen te inspecteren.
- Medische cobots voor bijvoorbeeld operaties, zoals Da Vinci.
- Huiscobots, de opvolgers van Aibo zoals de Franse NAO-cobot.
- De Franka Emika Panda[27] is wendbaar als een menselijke arm met een menselijk gevoel, een volledig slimme interactieve oplossing, eenvoudig in te stellen en intuïtief te gebruiken.

## Normen en richtlijnen
Tijdens de herziening van de normen die relevant zijn voor industriële robots, is het gebied van cobots vastgesteld. De herziene normen EN ISO 10218-standaard delen 1 en 2 en de ISO / TS 15066 specificatie definiëren de veiligheidseisen voor meewerkende robots. Deze gelden niet alleen de cobot maar ook de hulpmiddelen die zijn aangepast aan de robotarm om taken uit te voeren en de objecten die ermee worden gemanipuleerd.
Nauwe samenwerking of zelfs direct contact tussen de operator en de robot leidt onvermijdelijk tot het risico van onbedoeld contact en botsing. Bijgevolg moet bij de inschatting van het risico door de robotfabrikant ook de beoogde industriële werkomgeving betrokken worden. EN ISO 10218 Deel 1 en 2 vormen met de machinerichtlijn het uitgangspunt voor de risicobeoordeling.

## In fictie
- In de Amerikaanse actiethriller F/X2 (1996) treedt een robotclown op die kan imiteren.